# Miguel Ángel García Martín
Miguel Ángel García Martín (Madrid, 17 de julio de 1978) es un político y periodista español, actual consejero de Presidencia, Justicia y Administración Local de la Comunidad de Madrid en el gobierno de Isabel Díaz Ayuso y portavoz del ejecutivo regional. Además, es diputado en la Asamblea de Madrid.
Está casado y tiene tres hijos.

## Información académica y profesional
Es licenciado en Periodismo por la Universidad Complutense de Madrid y cursó un Executive Máster en Gestión Pública y Estudios de Empresa por el IE Business School.
Finalizada su etapa universitaria colaboró con diferentes medios de comunicación y posteriormente se incorporó a uno de los principales proveedores de contenidos de Vodafone España, donde participó en proyectos de valor añadido para entornos web y desarrollo de telefonía móvil durante cuatro años.
En la administración pública ha liderado diferentes proyectos innovadores. Por un lado, durante su etapa en la Consejería de Familia y Asuntos Sociales, desarrolló el Sistema para la Autonomía y Atención a las personas en situación de Dependencia de la Comunidad de Madrid. Por otro lado, en su etapa en la Consejería de Hacienda y Empleo llevó a cabo la transformación de las políticas activas de empleo y el desarrollo de la economía social.
Además, ha coordinado distintas estrategias como la elaboración de varios proyectos de Presupuestos Generales y de impulsar varias reformas fiscales, que para su aprobación precisaron de la negociación con diferentes fuerzas políticas y agentes sociales.
También ha realizado diferentes reformas para favorecer el emprendimiento y la iniciativa empresarial, es decir, ha impulsado distintos proyectos que han permitido fortalecer el tejido productivo y favorecer el autoempleo. Destacan como proyectos más relevantes: la puesta en marcha de la Tarifa Plana de cotización para Autónomos; la reforma del Estatuto del Trabajo Autónomo; la nueva ley de sociedades laborales y empresas participadas; y distintos servicios y políticas dirigidas a emprendedores y economía social.

## Trayectoria política

### Consejero de Presidencia, Justicia y Administración Local y diputado (2023- Actualidad)
En la actualidad ocupa el cargo de consejero de Presidencia, Justicia y Administración Local y es portavoz del gobierno de la Comunidad de Madrid. 
También es presidente de órganos públicos como Planifica Madrid, Boletín Oficial de la Comunidad de Madrid (BOCM) y Proyectos y Obras, S.A.; además de vocal en la junta rectora de la Institución Ferial de Madrid IFEMA.  
Fruto de las elecciones de las elecciones del 28 de mayo de 2023, en las que el PP consigue mayoría, es elegido diputado del parlamento regional . 

### Viceconsejero de Presidencia de la Comunidad de Madrid (2021-2023)
Desde junio de 2021 hasta junio de 2023 fue viceconsejero de Presidencia de la Comunidad de Madrid, además de vicepresidente del Consejo de Administración de Metro y consejero del Consorcio Regional de Transportes, del Centro de Transportes de Coslada y del BOCM.

### Viceconsejero de Presidencia y Transformación Digital de la Comunidad de Madrid (2019-2021)
Desde agosto de 2019 y hasta junio de 2021 fue viceconsejero de Presidencia y Transformación Digital de la Comunidad de Madrid y desde abril de 2021 fue, además, viceconsejero suplente de Transparencia y de Deporte.

### Viceconsejero de Hacienda y Empleo (2015-2019)
Desde julio de 2015 y hasta agosto de 2019, estuvo al frente de la Viceconsejería de Hacienda y Empleo de la que dependía la Unidad de Autónomos, Economía Social y Responsabilidad Social de las Empresas de la Comunidad de Madrid.

### Director general del Trabajo Autónomo, de la Economía Social y de la Responsabilidad Social (2012-2019)
Desde julio de 2015 y hasta agosto de 2019 fue director general del Trabajo Autónomo, de la Economía Social y de la Responsabilidad Social de las Empresasen el Gobierno de España y dirigía la Unidad Administradora del Fondo Social Europeo del Ministerio de Empleo y Seguridad Social.

### Director general de Coordinación de la Dependencia de la Comunidad de Madrid (2008-2012)
Desde septiembre de 2008 y hasta enero de 2012 fue director general de Coordinación de la Dependencia de la Comunidad de Madrid y formó parte de la Comisión Delegada del Consejo Territorial del Sistema para la Autonomía y Atención a la Dependencia del Ministerio de Sanidad, Servicios Sociales e Igualdad.
Con anterioridad ocupó, entre otros, los puestos de director de Gabinete de la Consejería de Hacienda y de la Consejería de Familia y Asuntos Sociales de la Comunidad de Madrid y de delegado de prensa de la Oficina de Comunicación del gobierno regional.